# Most már döntetlen (Így jártam anyátokkal)
A Most már döntetlen az Így jártam anyátokkal című televízió-sorozat hetedik évadának huszadik epizódja. Eredetileg 2012. április 16-án vetítették, míg Magyarországon 2012. november 19-én.
Ebben az epizódban Ted élvezné, hogy egyedül lakik, de Barney minden este elrángatja valami fergeteges programra. Lilynek perverz álma támad valakiről, Robin pedig végre közismert hírolvasó lesz.

## Cselekmény
Ted kezd hozzászokni ahhoz, hogy egyedül van egy lakásban. Megtalálja annak minden előnyét: járkálhat meztelenül, bármeddig tarthatja a kajáját a hűtőben, és ha valami hülyeséget csinál, azt sem látja senki. Az idill addig tart, amíg Barney nem közli, hogy előző éjjel volt egy "pifániája": legyen minden este fergeteges. Ebben csak Ted vesz részt: első este mariachi-zenekart alapítanak, aztán végigeszik az étlapot, majd lovat hoznak a bárba, majd amikor Barney le akar bungee jumping-olni a Szabadság-szobor tetejéről, Ted visszautasítja. Barney kizárja Tedet a lakásából, hogy mégis vele jöjjön, de ő helyette a bárba megy. Barney bevallja neki, hogy mindent azért csinál, hogy lefoglalja magát valamivel, mert nem tudja kiverni a fejéből, hogy Quinn épp sztriptíztáncol valahol. Ted, hogy kisegítse lelkileg, elfogad egy kihívást, aminek az a lényege, hogy meg kell szerezni egy lány telefonszámát női ruhában.
Eközben Marshall rajtakapja Lilyt, hogy álmában szexel valakivel, és nem akarja megmondani, hogy kivel. Amikor egyik este egy klassz étterembe mennének vacsorázni, Lily elpirul, amikor meglátja Ranjit-ot, a sofőrt, és Marshall egyből rájön, hogy róla van szó. Meggyanúsítja Lilyt, aki mérgesen elrohan, hogy Quinn-től kérjen tanácsot. Ranjit, aki ottmarad a vacsorán, meggyőzi Marshallt, hogy jó apának és férjnek lenni annyit tesz, hogy maradjon nyugodt akkor is, ha mindenki más megőrül körülötte. Marshall rájön, hogy akikkel álmában szexelt, mind jó apák, ezért végül kibékülnek Lilyvel.
Robin a World Wide News munkatársaként mérges, mert ő az egyetlen, akit beléptetőkártyával engednek csak be, pedig plakáton is szerepel az arca. Arra vágyik, hogy végre híres legyen. Sandy Rivers elintézi, hogy helikopteres közlekedési tudósító legyen. Egy este a pilóta stroke-ot kap, és Robinnak kell letennie a helikoptert, méghozzá élő egyenes adásban. Híres lesz: találkozik a polgármesterrel, szerepel David Letterman show-műsorában, és egy szendvicset is elneveznek róla. Mindenkitől gratuláló SMS-eket kap, még Tedtől is, pedig ekkoriban nem voltak beszélőviszonyban.

## Kontinuitás
- "A hableány-elmélet" című részben láthattuk Tedet ebben a női ruhában. Akkor azt ígérte, később elmeséli ennek a történetét, melyet most meg is tesz.
- Marshall úgy távolítja el az asztaltól Lilyt, hogy megkérdezi, nem-e kell neki pisilni. Lily gyakori WC-re járása régi téma a sorozatban.
- Barney ismét egy filmet másol úgy, hogy nem tudta, hogy azt már megcsinálták. Itt az "Eredet" című film ötletét koppintotta le tudtán kívül.
- Barney 83 pontot ad Tednek, amiért lepacsizott Tommy Lee-vel, tehát ismét a kedvenc számát használta.
- Valójában Ted nem is először lakik egyedül, hiszen miután otthagyták az oltár előtt, egy nagyon rövid ideig egyedül élt.

## Jövőbeli visszautalások
- Az "Időutazók" című részben egy koktélt neveznek el Robinról.
- Az "Így jártam apátokkal" című részben látható, hogy az Anya alig pár pillanattal korábban távozik a bárból, mint ahogy Ted megjelenik női ruhában. Egy törölt jelenetben (mely a 9. évad DVD-jére került fel) látható, ahogy a lakásában nézi a tévében, ahogy Robin leteszi a helikoptert, s ez motiválta őt arra, hogy randizni kezdjen Louis-szal.

## Vendégszereplők
- Becki Newton – Quinn
- Alexis Denisof – Sandy Rivers
- Marshall Manesh – Ranjit
- Eben Ham – pilóta

## Érdekességek
- A jelenet, amelyben Robin vendégeskedik David Letterman-nél, igazából az őt alakító Cobie Smulders vendégeskedése volt 2011-ben.
- Onnantól kezdve, hogy Robin híres lett, az italautomata, ami addig az ő fejét takarta, mostantól Sandyét takarja el.